# (21795) Masi
(21795) Masi est un astéroïde de la ceinture principale.

## Description
(21795) Masi est un astéroïde de la ceinture principale. Il fut découvert le 29 septembre 1999 à Campo Catino par Franco Mallia. Il présente une orbite caractérisée par un demi-grand axe de 2,38 UA, une excentricité de 0,19 et une inclinaison de 1,8° par rapport à l'écliptique.

## Compléments